# Le Pari(s) des Enfoirés
 (mars 2020).
Albums de Les Enfoirés
Le Monde des Enfoirés
(2019) Les Enfoirés à côté de vous
(2021)
Le Pari(s) des Enfoirés est le 30e album des Enfoirés, enregistré lors de leur série de concerts du 15 au 20 janvier 2020 à l’AccorHotels Arena de Paris. Il s'agit du quatrième spectacle et album sans Jean-Jacques Goldman. Les bénéfices des concerts sont, comme tous les événements des Enfoirés, reversés aux Restos du Cœur.

## Hymne
L'hymne de l'édition 2020 est intitulé À côté de toi. Il est écrit et composé par Boulevard des Airs et Tibz. La chanson est diffusée pour la première fois le 13 janvier 2020.

## Diffusion
Le concert est diffusé le 6 mars 2020 à 21 h 5 sur TF1 et en simultané sur France Bleu.

### Audience
Le Pari(s) des Enfoirés a fédéré 9 470 000 de téléspectateurs jusqu'à 22 h 45 (première partie de soirée).
Cette année le programme était découpé en deux parties. L'ensemble du programme a donc réuni 8 690 000 de téléspectateurs, sans découpage.

## Artistes
47 artistes principalement issus de la scène musicale française ont participé à cette série de concerts de manière ponctuelle ou sur l'intégralité des dates. La présence d'une étoile (« * ») dans la liste ci-dessous signifie la présence de l'artiste à l’intégralité des concerts,,.
- Ary Abittan
- Jean-Louis Aubert
- La Bande à Fifi (Julien Arruti, Elodie Fontan , Philippe Lacheau*)
- Amel Bent
- Malik Bentalha
- Black M*
- Boulevard des Airs (première participation)
- Patrick Bruel
- Nicolas Canteloup*
- Claudio Capéo*
- Sébastien Chabal*
- Julien Clerc*
- Thomas Dutronc*
- Patrick Fiori*
- Liane Foly*
- Marie-Agnès Gillot
- Kendji Girac*
- Amandine Henry (première participation)
- Jenifer*
- Michael Jones*
- Gérard Jugnot
- Claire Keim*
- Michèle Laroque
- Nolwenn Leroy*
- Christophe Maé
- Maëlle* (première participation)
- Mimie Mathy*
- Jean-Baptiste Maunier*
- MC Solaar*
- Kad Merad
- Isabelle Nanty*
- Helena Noguerra* (première participation)
- Pierre Palmade
- Tony Parker (première participation)
- Alice Pol* (première participation)
- Inès Reg (première participation)
- Muriel Robin
- Véronique Sanson
- Slimane*
- Soprano
- Vitaa* (première participation)
- Christophe Willem*
- Michaël Youn
- Zazie

## Liste des titres
La liste des titres est reprise dans l'ordre de diffusion de la soirée du 6 mars 2020 sur TF1 :
1. Le Temps des Cathédrales (Notre-Dame de Paris) : Patrick Bruel, Julien Clerc, Kendji Girac, Christophe Maé, Les Enfoirés
2. Quand la musique est bonne (Jean-Jacques Goldman) : Black M, Thomas Dutronc, Patrick Fiori, Michèle Laroque, Jean-Baptiste Maunier, Kad Merad, Soprano, Les Enfoirés
3. Your Song (Elton John) : Claire Keim, Nolwenn Leroy, Slimane, Soprano, Christophe Willem
4. Je te le donne (Vitaa et Slimane) : Amel Bent, Claudio Capéo, Kendji Girac, Jenifer
5. Medley Tout oublier
  1. Tout oublier (Angèle et Roméo Elvis) : Amel Bent, Jenifer, Claire Keim, Vitaa
  2. Déjeuner en paix (Stephan Eicher) : Jean-Louis Aubert, Amel Bent, Claudio Capéo, Thomas Dutronc, Jenifer, Claire Keim, Christophe Maé, Vitaa
6. Un jour au mauvais endroit  (Calogero) : Patrick Bruel, Claudio Capéo, Julien Clerc, Kendji Girac
7. Vivre pour le meilleur (Johnny Hallyday) : Les Enfoirés
8. Riche (Claudio Capéo) : Patrick Fiori, Christophe Maé, Kad Merad, Soprano
9. Allez reste (Boulevard des Airs et Vianney) : Julien Clerc, Mimie Mathy, MC Solaar, Vitaa, Michaël Youn
10. Mourir sur scène (Dalida) : Marie-Agnès Gillot, Jenifer, Nolwenn Leroy, Maëlle, Vitaa
11. Combien de murs... (Patrick Bruel) : Jean-Louis Aubert, Patrick Fiori, Slimane, Soprano
12. Medley La Grenade
  1. Le rire du sergent (Michel Sardou) : Gérard Jugnot
  2. La Grenade (Clara Luciani) : Claire Keim, Nolwenn Leroy, Helena Noguerra, Zazie
13. Medley Les gens qu'on aime
  1. À nos héros du quotidien (Soprano) : Jenifer, Mimie Mathy
  2. Les gens qu'on aime (Patrick Fiori) : Black M, Thomas Dutronc, Liane Foly, Michèle Laroque, Slimane
14. Medley Le Coach
  1. Le Coach (Soprano et Vincenzo) : Nicolas Canteloup, Patrick Fiori, Les Enfoirés, avec la participation de Tony Parker
  2. Laissez-moi danser (Dalida) : Liane Foly, Isabelle Nanty, Helena Noguerra
  3. I Follow Rivers (Lykke Li) : Claire Keim, Nolwenn Leroy
  4. Djadja (Aya Nakamura) : Amel Bent, Marie-Agnès Gillot, Maëlle
15. Visiteur et voyageur (Véronique Sanson) : Jean-Louis Aubert, Patrick Bruel, Véronique Sanson, Christophe Willem
16. Juste une illusion (Jean-Louis Aubert) : Ary Abittan, Jean-Louis Aubert, Michèle Laroque, Jean-Baptiste Maunier, Kad Merad, Michaël Youn
17. Plus tard (Bigflo et Oli) : Amel Bent, Malik Bentalha, Black M, Gérard Jugnot, Philippe Lacheau, Jean-Baptiste Maunier, Isabelle Nanty, Alice Pol
18. Famille (Jean-Jacques Goldman) : Jean-Louis Aubert, Patrick Bruel, Julien Clerc, Liane Foly, Christophe Willem, Zazie, Les Enfoirés
19. À côté de toi (Les Enfoirés) : Les Enfoirés
20. La Chanson des Restos (Les Enfoirés) : Les Enfoirés

### Liste des sketchs
1. Quasimodo et Esmeralda : Kad Merad, Michèle Laroque, Mimi Mathy et Vitaa
2. La visite du public : Michaël Youn et Jean-Baptiste Maunier
3. La Joconde et le Jocond : Inès Reg, Michaël Youn et Patrick Bruel
4. Les serveurs Parisiens : Amandine Henry, Isabelle Nanty, Jean-Baptiste Maunier, Malik Bentalha, Michaël Youn, Patrick Fiori et Thomas Dutronc
5. Visite du Musée Grévin : Gérard Jugnot, Kad Merad, Mimi Mathy, Muriel Robin, Nicolas Canteloup, Patrick Bruel, Slimane et Vitaa
6. Les crieurs de nouvelles : Soprano et Ary Abittan
7. La nouvelle Edith Piaf : Ary Abittan, Élodie Fontan, Inès Reg, Jenifer, Kad Merad et Philippe Lacheau
8. Le taxi Parisien : Christophe Willem, Mimi Mathy, Nolwenn Leroy et Nicolas Canteloup
9. Le salon de coiffure : Jean-Baptiste Maunier,Julien Arruti, Malik Bentalha, Michèle Laroque, Pierre Palmade et Sébastien Chabal
10. Le caricaturiste : Gérard Jugnot, Julien Arruti,Nicolas Canteloup et Sébastien Chabal
11. La promo : Kad Merad et Malik Bentalha
12. Présentation des musiciens : Mimi Mathy

## Classements hebdomadaires
| Classement (2020)            | Meilleure place |
| ---------------------------- | --------------- |
| Belgique (Flandre Ultratop)  | 53              |
| Belgique (Wallonie Ultratop) | 1               |
| France (SNEP)                | 1               |
| Suisse (Schweizer Hitparade) | 1               |

## Certifications
| Pays          | Certification | Unités certifiées |
| ------------- | ------------- | ----------------- |
| France (SNEP) | 2 × Platine   | 200 000           |